# It's That Time@Don't Want...35 Songs Compilation
It's That Time@Don't Want...35 Songs Compilation (Chinees: 是時候@不要新舊對照35首) is een album van de Cantopopzanger Sammi Cheng. Het is opgenomen in 1996 en uitgegeven in maart van hetzelfde jaar.

## Tracklist
1. 終於開始 ("Eindelijk begint het")
2. 到此為止 ("Het einde")
3. 失憶 ("Geheugenverlies")
4. 苦戀
5. 時間地點人物 ("De tijd en plaats van karakters")
6. 薩拉熱窩的羅密歐與茱麗葉 ("Sarajevo's Romeo en Julia")
7. 熱愛島 ("Liefdeseiland")
8. 十誡 ("Tien geboden")
9. 大報復 ("Grote wraak")
10. 叮噹 ("Ding dong")
11. 總算為情認真過 ("Om eindelijk een ernstige situatie te hebben")
12. 癡心等待 ("Dwaas verliefd wachten")
13. 娃娃看天下 ("Baby de wereld laten zien")
14. Say U'll Be Mine ("Zeg dat je van mij bent")
15. 情斷維也納 ("Liefde uit Wenen")
16. 不來的季節 ("Niet aan het seizoen")
17. 思念 ("Missen" — in de zin van een persoon missen; denkend aan die persoon)
18. 再見 ("Tot ziens")
19. 不要 ("Niet doen")
20. 真心多愛幾天 ("Meer dan een paar dagen echt liefhebben")
21. 其實你心裡有沒有我 ("Echt, je hebt mijn hart")
22. 給最傷心的人 ("Het meest triest voor de mensen")
23. 折翼天使(慾望之翼) ("Engelvleugels gevouwen (Vleugels van Verlangen)")
24. 十誡(禁忌的遊戲) ("Tien Geboden (Taboes van het Spel)")
25. 非一般愛火 (非一般Remix)
26. 可愛可恨
27. 內心戲 ("Toon je hart")
28. 急凍熱愛島 ("Bevroren eiland van de liefde")
29. Friends
30. 熱脹冷縮
31. 衝動點唱
32. 拉拉扯扯
33. 折翼天使(天上人間) ("Engelvleugels gevouwen (Liefde zal ons uit elkaar drijven)")
34. 這夜我不願離開 ("Ik wil niet vertrekken vanavond")
35. 最終還是剩低我 ("Ik bleef uiteindelijk achter")